# Konwencjonalne stale wysokowytrzymałe
Konwencjonalne stale wysokowytrzymałe wykorzystywane w motoryzacji, które mają lepszą wytrzymałość i podatność na kształtowanie technologiczne. Dzięki czemu można ograniczyć koszty produkcji samochodu i jego masy, co przekłada się na niższe zużycie paliwa i większą dynamikę pojazdu.
Stale te dzielimy na I i II generację:
I generacja zapewnia lekkość konstrukcji, są to stale wielofazowe,
II generacja umożliwia tworzenie konstrukcji o bardzo dużej zdolności absorpcji energii, są to wysokomanganowe stale austenityczne.

## Stale I generacji
1. Typu HS-IF (High Strength Interstitial Free) – zawierają podwyższone stężenie potasu (do 0,03%), boru (do 0,003%) i manganu (do 1,2%), wytrzymałość na rozciąganie do 390 MPa.
2. Typu BH (Bake Hardanable) – zawierającym stężenie węgla (do 0,03%), manganu (od 0,1 do 0,5%), niobu (do 0,02) i potasu (do 0,02%), elementy utwardzają się podczas obróbki na zimno i wypalania lakieru. Wytrzymałość na rozciąganie od 310 do 260 MPa.
3. Typu IS (Isotropic) – są podobne do stali HS-IF. Dodatkowo charakteryzują się mikrostruktura ferrytyczną. Blacha wykazuje właściwości izotropowe podczas tłoczenia, dlatego zazwyczaj jest wykorzystywana do tego.
4. Typu C-Mn – najczęściej stosowane stale ferrytyczno-perlityczne. Węgiel (do 0,1%), mangan (do 1,5%).
5. Typu HSLA (High Strength Low Alloy) – jest to stall stworzona na podstawie C-Mn.

## Stale II generacji
1. Typu DP (Dual Phase) – stal dwufazowa. Zawiera węgiel (od 0,05 do 0,18%), krzem (od 0,1 do 0,6%), mangan (od 1 do 2%). Udział martenzytu w tych stalach mieści się w przedziale od 15 do 30%. Cechują się korzystnym połączeniem wytrzymałości i ciągliwości, brak występowania wyraźnej granicy plastyczności.
2. Typu TRIP (Transformation Induced Plasticity) – stale złożone z osnowy ferrytycznej. Zawierają 0,2% węgla, 1,5% manganu, 1,5% krzemu. Główną cechą stali wielofazowej jest korzystne połączenie wytrzymałości i plastyczności.
3. Typu DP (F-B) (Ferritic-Bainitic) –  stale dwufazowe zawierające bainit. Posiadają dobrą podatność na kształtowanie krawędzi blach i kołnierzy, dobrą wytrzymałość zmęczeniową.
4. Typu CP (Complex Phase) – zawierają drobnoziarnisty bainit, martenzyt, ferryt. Wykazują dużą podatność na pochłanianie energii w warunkach obciążeń dynamicznych. Walcowane na gorąco.
5. Typu HF (Hot-Formed) – tanie stale o składzie odpowiadającym gatunkowi 22MnB5. Przeznaczone do tłoczenia złożonych elementów na gorąco, następnie hartowanych prasą.
6. Typu MART (Martensitic) – charakteryzują się najwyższymi właściwościami wytrzymałościowymi.